# Guido I de Espoleto
Guido I de Espoleto (c. 800 - 860) foi um nobre da Idade Média com origem no Reino de França, tendo sido duque de Espoleto desde 842. Era filho de Lamberto I de Nantes e de de Adelaide da Lombardia, filha de Pepino da Itália. Casou-se com Itta de Benevento, nobre de origem lombarda.

## Biografia
Guido I viajou com seu pai em 834 na comitiva de Lotário I quando este defendeu a sua soberania sobre os territórios da Itália. Foi-lhe dada a Abadia de Mettlach, na cidade de Mettlach, no Ducado da Lorena em 840, quando o imperador Luís I "o Pio", morreu.
Guido casou com Itta de Benevento, filha de Sico de Benevento. Em 843, interferiu na guerra civil Benevento ao lado de seu meio irmão Siconulfo de Salerno. Ele atuou como árbitro várias vezes, mas apenas o sucessor de Lotário, o Imperador Luís II da Germânia, viria acabar com a contenda.
Em 858, ele apoiou Ademar de Salerno contra a pretensões do conde de Cápua, Lando I de Cápua, e pela sua intervenção neste acontecimento garantiu o Vale Liri, com Sora e Arpino a serem tomadas a partir do condado do irmão Landenulfo de Teano.

## Relações familiares
Foi filho de Lamberto I de Nantes (779 - 823) e de Adelaide da Lombardia. Casou com Itta de Benevento, filha de Sico de Benevento. Deste matrimonio, Guido I teve três filhos:
1. Guido III de Espoleto ( c. 828 - 12 de dezembro de 894), que foi marquês de Camerino de 880 (como Guido I ou II) e duque de Espoleto e Camerino (como Guido III) em 883. Foi coroado rei da Itália em 889 e Imperador em 891.[3]
2. Rotilda de Espoleto casada com Adalberto I da Toscânia (Itália c. 820 — 886[4]) foi marquês e duque e da Toscana de 847 a 884.
3. Lamberto I (830-880).